# Kurosaki Hayato
Kurosaki Hayato (sinh ngày 5 tháng 9 năm 1996) là một cầu thủ bóng đá người Nhật Bản.

## Sự nghiệp câu lạc bộ
Kurosaki Hayato hiện đang chơi cho Tochigi SC.